# Barão Vermelho
Barão Vermelho (lit. «Baró Vermell») és un grup de rock brasiler. Format l'any 1981 a Rio de Janeiro, va ser liderat originalment pel duet format per Cazuza (cantant) i Roberto Frejat (guitarrista), que van assumir la veu després de la sortida del grup de Cazuza, el 1985. Frejat va deixar la banda el 2017 i va ser substituït per Rodrigo Suricato. Es considera una de les bandes més influents del rock brasiler, i forma part del Quarteto Sagrado del rock brasiler de la dècada del 1980, al costat de les bandes Legião Urbana, Os Paralamas do Sucesso i Titãs, a més de ser l'encarregada de popularitzar el gènere en la mateixa dècada. Alguns dels seus àlbums han arribat a disc d'or i disc de platí.

## Història

### Inicis

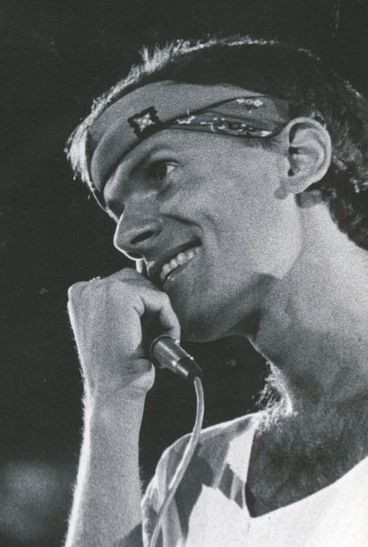
Cazuza en un concert el 1988.

La banda, que porta el nom de les tires còmiques Red Baron de Snoopy, va néixer l'any 1981 a Rio de Janeiro com una banda de garatge literal, quan Maurício Barros i Guto Goffi, tots dos estudiants al Colégio da Imaculada Conceição, es reunien per tocar Led Zeppelin i The Rolling Stones a casa dels pares del primer. S'hi van unir el guitarrista Roberto Frejat i el baixista Dé Palmeira, i la banda va començar a buscar un solista. Un dels candidats va ser el cantant i guitarrista de Goiânia Leo Jaime, que va ser rebutjat per la banda, perquè consideraven el seu estil vocal "massa suau" per al seu gust. Jaime va suggerir un dels seus col·legues de la classe d'interpretació, Agenor Miranda Araújo Neto, més conegut com a Cazuza; aquest era fill de João Araújo, un executiu a Som Livre, una de les discogràfiques més grans del Brasil. Cazuza els va mostrar algunes lletres que ja havia escrit, i Barão Vermelho, que fins aleshores havia estat una banda de versions, va començar a escriure les seves pròpies cançons.
L'any 1982 van gravar el seu primer disc amb Som Livre, Barão Vermelho, en només dos caps de setmana. L'àlbum incloïa cançons com "Bilhetinho Azul", "Ponto Fraco" i "Down em Mim"; el disc no va aconseguir arribar al gran públic, malgrat les crítiques positives. Van tocar en uns quants concerts a Rio de Janeiro i São Paulo i van tornar a l'estudi durant un mes per gravar el seu segon àlbum, Barão Vermelho 2, que es va publicar l'any 1983 i que inclou la cançó "Pro Dia Nascer Feliz"; novament va rebre bones crítiques i poca repercussió de públic.
Tot i haver publicat dos àlbums, les ràdios es van negar a reproduir les seves cançons. Barão Vermelho només va guanyar reconeixement després que Caetano Veloso anomenés Cazuza «el poeta més gran de la seva generació» i toqués una versió de "Todo Amor Que Houver Nessa Vida", i Ney Matogrosso enregistrés "Pro Dia Nascer Feliz". Com a resultat, van ser convidats a escriure la banda sonora de la pel·lícula de Lael Rodrigues Bete Balanço l'any 1984, que va arribar a 1,4 milions d'espectadors; la popularitat de la pel·lícula juvenil i de la seva música va ajudar a estendre la fama del grup per tot el país. Aquell mateix any van editar el seu tercer àlbum, Maior Abandonado, que inclou la cançó "Bete Balanço"; el disc va vendre més de 100.000 còpies en només 6 mesos. El gener de 1985, Barão Vermelho va tocar al Rock in Rio i van iniciar una gira per tot el país.

### Nova formació sense Cazuza
Cazuza ja havia expressat el seu desig de seguir una carrera en solitari, i comptava amb el suport de Frejat sempre que no abandonés la banda. No obstant això, després d'algunes baralles, Cazuza va abandonar definitivament el grup, de manera amistosa, emportant-se amb ell algunes cançons per al seu primer àlbum en solitari, Cazuza (1985). Frejat va prendre el relleu com a cantant i el 1986 la banda va publicar el seu quart disc, Declare Guerra. Tot i que artistes famosos com Renato Russo i Arnaldo Antunes van ajudar a compondre l'àlbum, no va rebre gaire promoció i va ser un fracàs, fet que va provocar que la banda finalitzés el contracte amb Som Livre i signés amb la discogràfica WEA, amb la qual van publicar Rock'n Geral el 1987. L'àlbum va rebre bones crítiques, però no va arribar a les 15.000 còpies venudes. Aquell mateix any, Maurício Barros va deixar la banda per formar Buana 4, i Peninha va entrar com a percussionista i Fernando Magalhães com a guitarrista. Més endavant, Barros tornaria com a músic convidat en molts àlbums de Barão Vermelho.
L'any 1988 la banda va publicar el seu sisè àlbum, Carnaval, que barrejava rock dur amb lletres romàntiques. L'àlbum va tenir un gran èxit a la ràdio, especialment al sud, a Minas Gerais i São Paulo, i el grup va iniciar una gira per tot el país i van tenir l'oportunitat d'obrir per a Rod Stewart al Brasil. L'any següent, amb la seva gran popularitat, van publicar el seu setè àlbum, Barão ao Vivo, i aquell mateix any Som Livre va publicar el recopilatori Melhores Momentos: Cazuza & Barão Vermelho. El disc incloïa temes rars i inèdits com "Eclipse Oculto" i "Eu Queria Ter Uma Bomba".

### Nova formació sense Dé Palmeira
El 1990, el baixista Dé Palmeira va deixar la banda després de contínues baralles i Dadi Carvalho va entrar al seu lloc. Aquell mateix any, Barão Vermelho va gravar i publicar Na Calada da Noite, en el qual mostrava el seu vessant acústic. Aquest disc incloïa la cançó "O Poeta está Vivo", una al·lusió a Cazuza, que havia mort uns mesos abans a causa de les complicacions causades pel virus de la sida. L'any següent, l'àlbum va ser escollit pel públic i la crítica de la revista Bizz com el millor disc de l'any, i va gravar un MTV Unplugged. Encara el mateix any, el teclista Maurício Barros va tornar a la banda.
L'any 1992 van ser nomenats millor grup de Hollywood Rock i també van publicar l'àlbum Supermercados da Vida, que inclou l'èxit "Pedra Flor e Espinho". El 1994 van guanyar el premi Sharp al millor grup de rock i van publicar Carne Crua, amb el senzill "Meus Bons Amigos" abans que Dadi Carvalho marxés, que va ser substituït per Rodrigo Santos. El 1995, la banda va obrir per a The Rolling Stones als concerts del Voodoo Lounge brasiler, i l'any següent va publicar un àlbum de versions, Álbum, la cançó de més èxit del qual va ser "Malandragem Dá Um Tempo", tema original de Bezerra da Silva.
El 1998, Barão Vermelho va treure al mercat Puro Êxtase, un àlbum d'influència techno que es va convertir en el seu major èxit de la dècada, liderat per l'electrònica "Puro Extase" i la balada "Por Você". El 1999 van gravar un àlbum per a MTV Brasil, Balada MTV: Barão Vermelho, i Frejat va anunciar la seva intenció de centrar-se en la seva carrera en solitari.

### Segona etapa

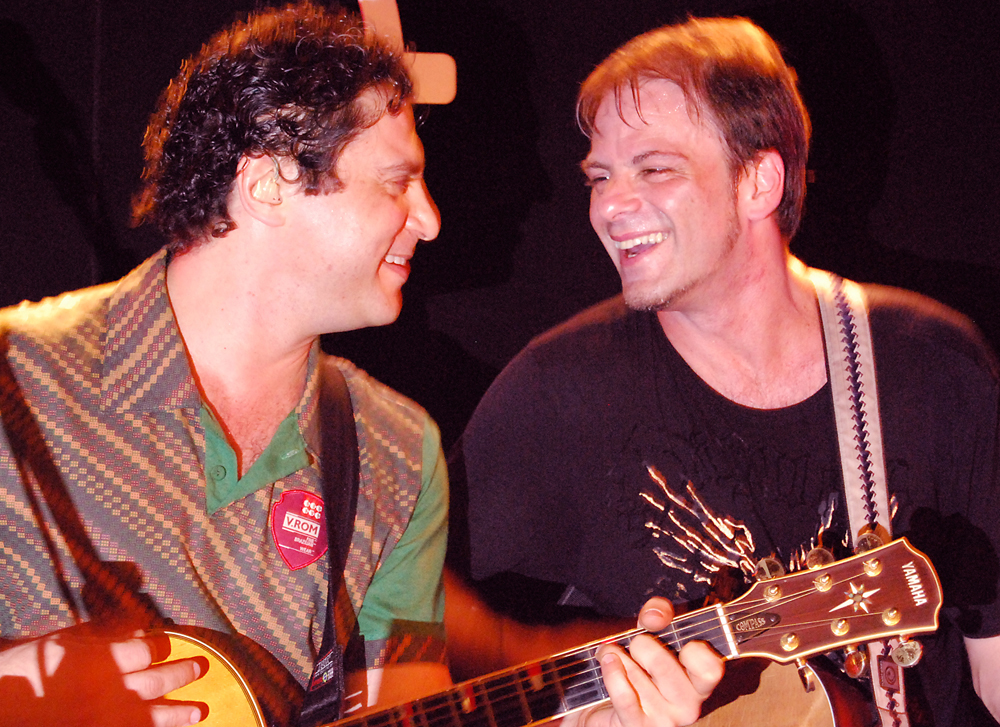
Rodrigo Santos i Frejat en una actuació de 2008.

A principis de la dècada del 2000, la banda va entrar en una pausa per tal que els seus integrants poguessin desenvolupar altres projectes, després d'actuar al Rock in Rio III. La banda va tornar a publicar un altre àlbum, titulat Barão Vermelho, l'any 2004, i l'any següent MTV ao Vivo: Barão Vermelho, que inclou "Codinome Beija-Flor" una cançó de Cazuza, en la qual van samplejar parts del vídeo musical oficial de la cançó oficial d'aquesta cançó per a simular un duet. El 2006, Magalhães va anunciar que quan acabés la gira MTV Ao Vivo el març de l'any següent, la banda es prendria una altra pausa, però que aquesta seria més curta que l'anterior. Abans de la segona pausa, però, la banda va publicar el CD/DVD Rock in Rio 1985: Barão Vermelho, amb l'històric concert de la primera edició de Rock in Rio i un llibre sobre la seva carrera: Por Que a Gente É Assim?, una biografia escrita conjuntament pel barão Guto Goffi, el descobridor de la banda Ezequiel Neves i el periodista Rodrigo Pinto.

### Tercera etapa
L'any 2012, Frejat i Rodrigo Santos van confirmar a través d'entrevistes i a les xarxes socials el segon retorn de la banda després de cinc anys, ara per celebrar els 30 anys de carrera i la publicació del seu primer disc. A més de les celebracions amb una gira de sis mesos, anomenada + 1 Dose, hi va haver la reedició del seu primer àlbum, ara remesclat i remasteritzat, amb bonus tracks, rareses i una cançó inèdita, "Sorte e Azar", que es va trobar amb la veu de Cazuza en cintes dels arxius de Som Livre.
L'espectacle va comptar amb el baixista Dé Palmeira com a convidat especial. Aleshores es planejava un nou espectacle en col·laboració amb MTV Brasil, amb transmissió en directe des de la platja d'Arpoador, a Rio de Janeiro, i un documental, que explicava la història del grup, cosa que finalment no va passar. Després d'aquests fets, la banda va tornar a entrar en recés, a partir del març de 2013, sense previsió de retorn. Aquell mateix any va aparèixer el llibre Dias de Luta – O Rock e o Brasil dos Anos 80, escrit per Ricardo Alexandre, que relatava part de la trajectòria del grup.
Tres anys després de l'última reunió, el 19 de setembre de 2016, el percussionista Peninha va morir als 66 anys, víctima d'una hemorràgia estomacal.

### Quarta etapa

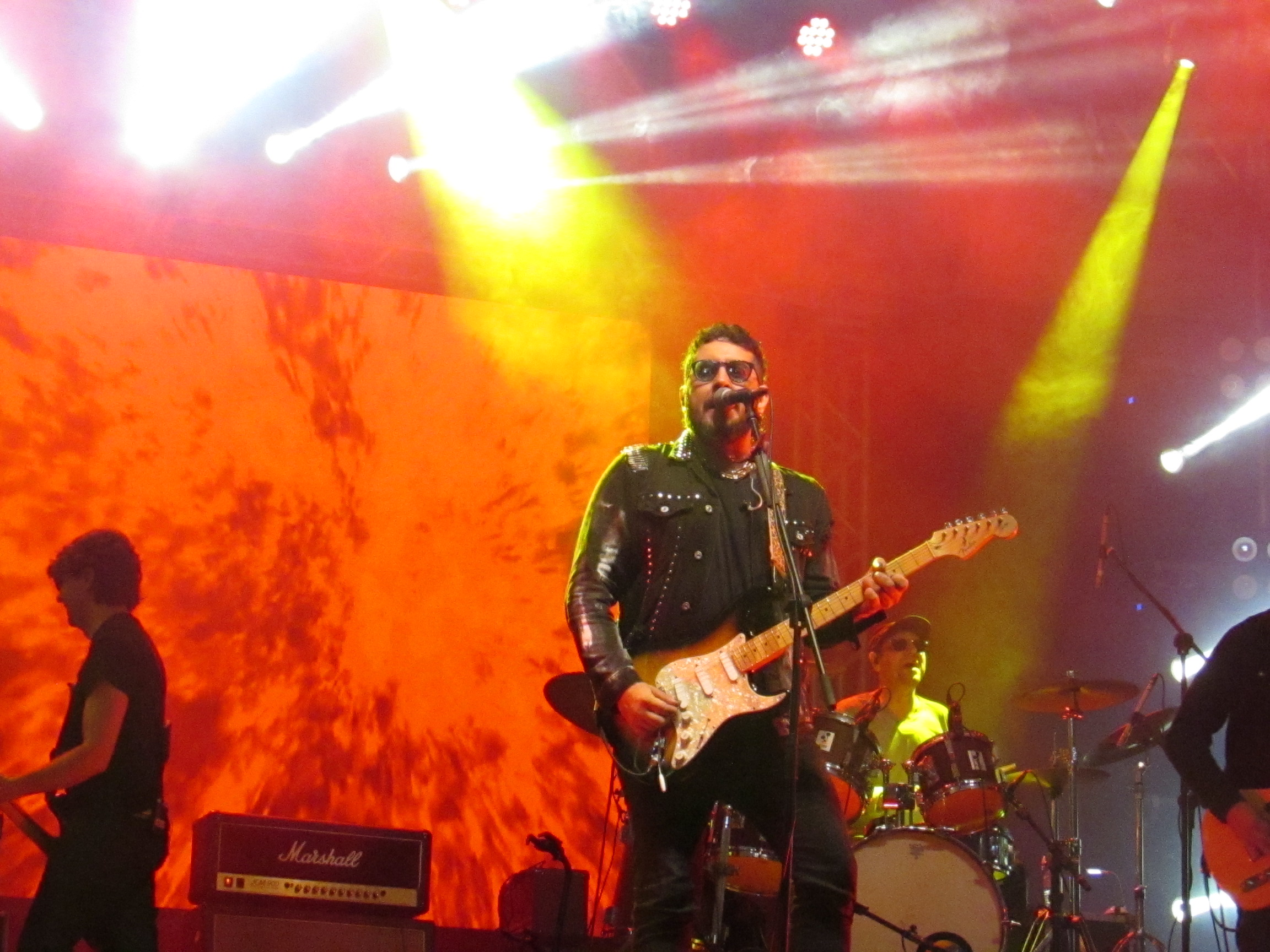
Barão Vermelho en un concert de 2022.

El 17 de gener de 2017, la banda va anunciar el seu retorn oficial als escenaris, però sense la presència de Frejat. En el seu lloc va entrar Rodrigo Suricato, líder de la banda Suricato, revelada el 2014 al concurs de talents Superstar, a Rede Globo. Frejat també va afirmar que en aquells moments no tenen interessos professionals amb el grup i que pretenien retrobar-se amb Barão Vermelho quan la banda complís 40 anys de carrera el 2021, però això no estava en els plans dels altres membres, que van decidir tornar als escenaris amb el nou cantant. El novembre del mateix any, el baixista Rodrigo Santos va deixar la banda per dedicar-se exclusivament als seus projectes personals.
El 2018, el grup va publicar "A Solidão Te Engole Vivo", la seva primera cançó inèdita amb les veus de Rodrigo Suricato. L'any següent, la banda va treure al mercat l'àlbum Viva, el primer en 15 anys amb material original, i que comptava amb les aparicions especials com a convidats de BK' i Letrux. Els dies 1 i 2 de juny de 2022, la banda va gravar el concert Barão 40, que celebrava els seus 40 anys de carrera, al Teatro Claro Rio de Rio de Janeiro. L'espectacle va comptar amb les aparicions especials de Chico César, Frejat, Jade Baraldo i Samuel Rosa.

## Membres
Actuals
- Guto Goffi: bateria (1981–2001, 2004–2007, 2012–2013, 2017–present) i percussió (1981–1989, 2017–present)
- Maurício Barros: teclats i corista (1981–1988, 1991–2001, 2004–2007, 2012–2013, 2017–present; membre de gira/sessió 1990)
- Fernando Magalhães: guitarra elèctrica i corista (1989–2001, 2004–2007, 2012–2013, 2017–present; membre de gira/sessió 1985–1988)
- Rodrigo Suricato: vocalista, guitarra elèctrica i acústica (2017–present)

Ex-membres
- Cazuza: vocalista (1981–1985; mort el 1990)
- Dé Palmeira: baix i corista (1981–1989)
- Dadi Carvalho: baix (1990–1992)
- Peninha: percussió (1989–2001, 2004–2007, 2012–2013; membre de gira/sessió 1985–1988; mort el 2016)[31][32]
- Frejat: guitarres elèctrica i acústica i corista (1981–1985), vocalista i guitarres (1985–2001, 2004–2007, 2012–2013)
- Rodrigo Santos: baix i corista (1992–2001, 2004–2007, 2012–2013, 2017)[33][34]

## Discografia
La discografia principal està formada per els següents àlbums:
| Àlbums d'estudi - 1982 - Barão Vermelho - 1983 - Barão Vermelho 2 - 1984 - Maior Abandonado - 1986 - Declare Guerra - 1987 - Rock 'n Geral - 1988 - Carnaval - 1990 - Na Calada da Noite - 1992 - Supermercados da Vida - 1994 - Carne Crua - 1996 - Álbum - 1998 - Puro Êxtase - 2004 - Barão Vermelho - 2019 - Viva | Àlbums en viu - 1989 - Barão ao Vivo - 1992 - Barão Vermelho ao Vivo (gravat el 1985) - 1997 - Barão Vermelho ao Vivo + Remixes - 1999 - Balada MTV: Barão Vermelho - 2005 - MTV ao Vivo: Barão Vermelho - 2007 - Rock in Rio 1985: Barão Vermelho (gravat el 1985) - 2022 - Barão 40 Recopilatoris - 1989 - Melhores Momentos: Cazuza & Barão Vermelho - 2002 - Pedra, Flor e Espinho - 2018 - #BarãoPraSempre |